# SEA (cuento)
SEA (en ruso: MEA) es un cuento corto de ciencia ficción escrito en 1958 por el físico Anatoly Dneprov.

## Argumento
Un ingeniero desarrolla un Sistema Electrónico Autodidáctico (SEA) que no es otra cosa que una computadora con consciencia de sí misma.